# Emilio Núñez
Emilio Núñez (né Juan Emilio de la Caridad Núñez y Rodriguez le 27 décembre 1855 à Esperanza, Cuba et mort le 5 mai 1922 à La Havane) est un soldat cubano-américain, dentiste et homme politique.

## Biographie
Il a obtenu en 1889 un diplôme de l'université de Pennsylvanie et est devenu chirurgien-dentiste à Philadelphie.
Dans un premier temps, il a rejoint les Forces armées cubaines et a combattu lors de la guerre des Dix Ans au cours de laquelle il a obtenu le rang de colonel. Il est ensuite capturé et emprisonné dans le fort El Morro  d'où il s'est échappé pour retourner organiser un groupe rebelle, groupe avec lequel il a monté une opération à San Diego del Valle jusqu'en 1880, alors que José Martí réussissait à le convaincre que l'indépendance cubaine n'était pas faisable à l'heure actuelle.
Núñez s'est alors exilé et a collaboré étroitement avec Martí,et est par la suite devenu un citoyen américain. Il a envoyé des armes, des munitions et de la nourriture des États-Unis vers Cuba en tant que Commandant en chef du Département des Expéditions jusqu'en 1885. Il est devenu Major-Général lors de la guerre d'indépendance cubaine. Il a organisé des expéditions révolutionnaires armées depuis les États-Unis.

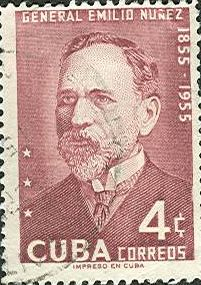
Timbre postal sorti à Cuba en 1955 représentant le Général Emilio Núñez.

Il a fait partie des 31 délégués de la Convention Constitutionnelle cubaine de 1900. De 1899 à 1902, il a été le gouverneur civil de la province de La Havane et a été la première personne à lever le drapeau de Cuba du fort El Morro, le 20 mai 1902 à midi.
En 1913, Núñez est devenu Secrétaire cubain de l'Agriculture, du Commerce et du Travail avant d'occuper le poste de Vice-président de Cuba de 1917 à 1921.

## Famille
Núñez était le fils de Bernardo Núñez y Perez-Labrador et de Eulalia Rodriguez y Otero. Il s'est marié à Dolores Portoundo y Blez avec qui il a eu six enfants : Bernardo (1886-1967), Julia (1888-1974), Maria Estrella (1890-1926), Ricardo (1893-1976), Emilio Núñez Portuondo (1898-1978) et America (1903-1964). Tous les six sont nés à Philadelphie sauf America qui est né à la Havane.